# Central Plaza (San Francisco)

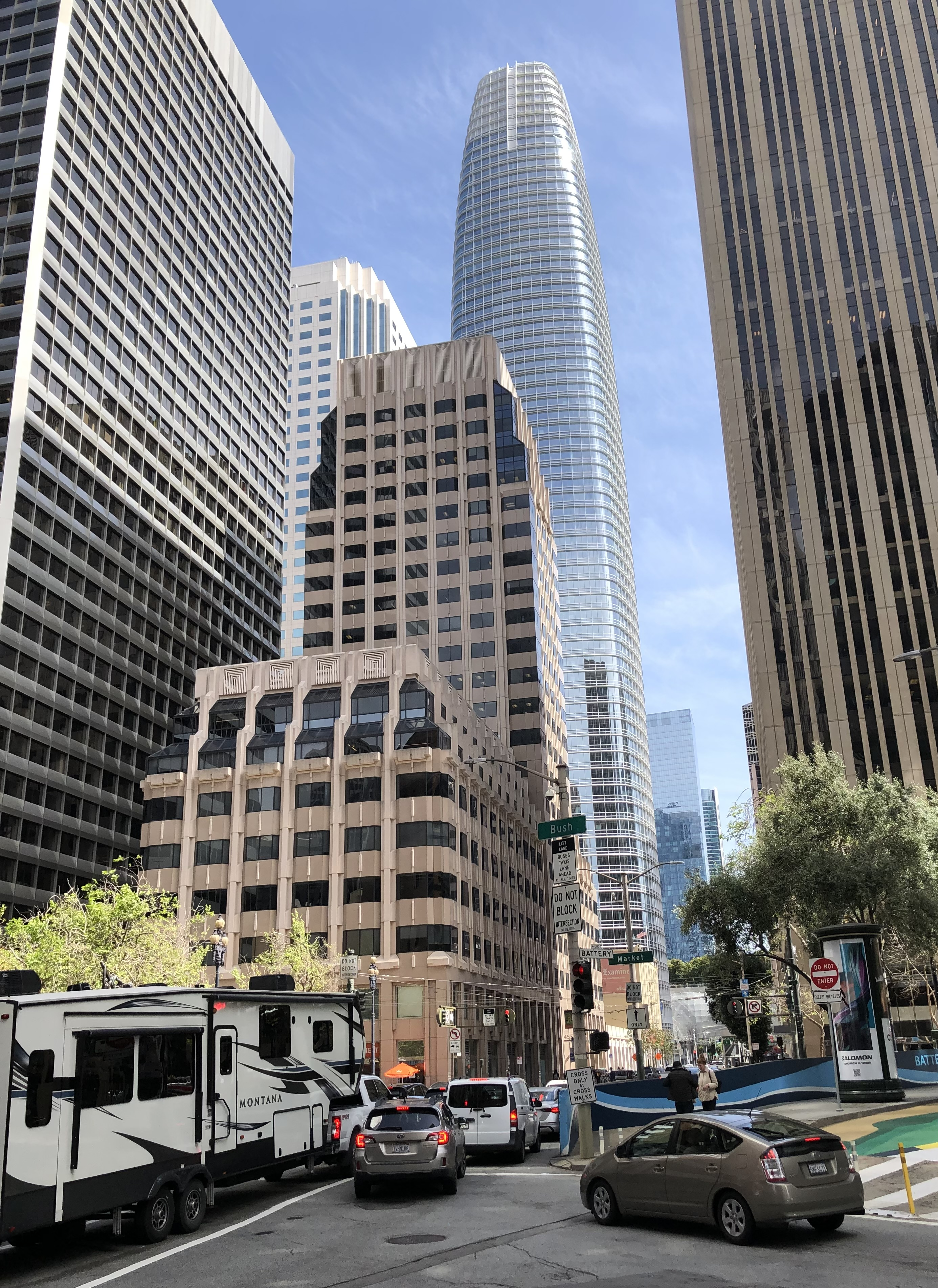
Central Plaza (links und Mitte im Vordergrund, im Hintergrund der Salesforce Tower), Blick von Nordwesten, 2023

Central Plaza ist ein Hochhaus in San Francisco, Kalifornien.

## Lage
Das Gebäude befindet sich im Stadtteil South of Market in San Francisco an der Adresse 455 Market Street. Es befindet sich auf der Südostseite der Market Street in einer Ecklage zur von Südosten einmündenden 1st Street, an die sich nach Nordwesten die Bush Street anschließt. Nordwestlich auf der gegenüberliegenden Seite der Market Street befindet sich auch die kleine Parkanlage Mechanics Monument Plaza mit dem Mechanics Monument.

## Architektur und Geschichte
Das 96,9 Meter hohe Bürogebäude wurde 1987 fertiggestellt und verfügt über 23 Etagen. Die Fassade des Gebäudes ist mit hellem Granit verkleidet. Es besteht eine Arkade und eine fußläufige Passage von der Market Street zur südlich gelegenen Mission Street. Das Gebäude ist mit zehn Fahrstühlen ausgestattet.